# 贝滕豪森
贝滕豪森（德語：Bethenhausen）是德国图林根州的市镇，隶属于格赖茨县。总面积为3.08平方千米，截至2023年12月31日总人口为220人。